# 王韬 (中國男演員)
王韜，（1985年8月8日—），男，安徽安慶人，中國內地影視演員。畢業於北京電影學院表演系本科班，

## 生平
王韜出生於安徽省安慶市，出生於軍人世家。2008年考入北京電影學院表演系08級。2012年因飾演大型軍旅電視劇《我是特種兵之利刃出鞘》中“苗狼”一角被廣大觀眾所熟知。2013年飾演軍旅題材電視劇《我是特種兵之火鳳凰》中硬漢特警隊長“洪峯”。2014主演湖南衞視金鷹獨播劇場年代抗戰大戲《我的特一營》尖刀連長“大狗”一角。2015年主演當代軍旅電視劇《特警力量》飾演特警王牌狙擊手“吳迪”代號“小飛蟲”，受到了更多關注。  

## 主要作品

### 电视剧
| 年份   | 电视剧                     | 角色                   |
| 2004年 | 《夏日語錄》               | 鍾皓                   |
| 2005年 | 《刑警使命》               | 警校畢業生-馬壯壯      |
| 2007年 | 《中國女法官》             | 偵察員小張             |
| 2007年 | 《大明王朝1566嘉靖與海瑞》 | 楊金水隨行太監         |
| 2007年 | 《無法抗拒》               | 王展鵬                 |
| 2009年 | 《鄭和下西洋》             | 劉總旗                 |
| 2012年 | 《越境》                   | 李海清                 |
| 2012年 | 《我是特种兵之利刃出鞘》   | 苗狼                   |
| 2012年 | 《與狼共舞》               | 寶成                   |
| 2013年 | 《白玉堂之局外局》         | 雨                     |
| 2013年 | 《特种兵之火凤凰》         | 洪峯（猛虎突擊隊隊長） |
| 2014年 | 《我的特一營》             | 劉天童（大狗）         |
| 2015年 | 《特警力量》               | 吳迪                   |
| 2015年 | 《我是机器人》             | 黃文利                 |
| 2015年 | 《玉海棠》                 | 吳迪                   |
| 2016年 | 《陸軍一號》               | 袁建行                 |
| 2017年 | 《火线出击》               | 趙偉光                 |
| 2017年 | 《鐵核桃之無間風雲》       | 錢訣（十月）           |
| 2017年 | 《维和步兵营》             | 羅漢                   |
| 2017年 | 《追踪者》                 | 山本一郎               |
| 2019年 | 《遇見幸福》               | 蕭銘                   |
| 2019年 | 《空降利刃》               | 馬當先                 |
| 2020年 | 《民國奇探》               | 盧佑嘉                 |
| 2020年 | 《功夫戰警》(2016年拍攝)   | 燕趙                   |

### 电影
| 年份   | 电视剧                 | 角色     |
| 2008年 | 《小鎮豬事》           | 小四     |
| 2010年 | 《天秤》               | 大喜     |
| 2011年 | 《芳香之城傳奇》       | 快遞司機 |
| 2012年 | 《我和你》             | 扈耀之   |
| 2017年 | 《噬夢者之超能僱傭兵》 | 李俊傑   |
| 2018年 | 《戀戀不捨》           | 韜哥     |
| 2018年 | 《中国蓝盔》           | 姜山     |
| 2020年 | 《紅色警戒》           | 王力     |
| 2020年 | 《趙雲傳之龍鳴長坂坡》 | 呂布     |
| 2021年 | 《鐵血：生死隧戰》     | 劉火     |
| 2021年 | 《雷霆行動》           | 肖輝     |
| 2021年 | 《生死阻擊》           | 陸天澤   |
| 2021年 | 《絕地防線》           | 趙永盛   |